# الترحيل إلى سيبيريا
سيبيراك ( 

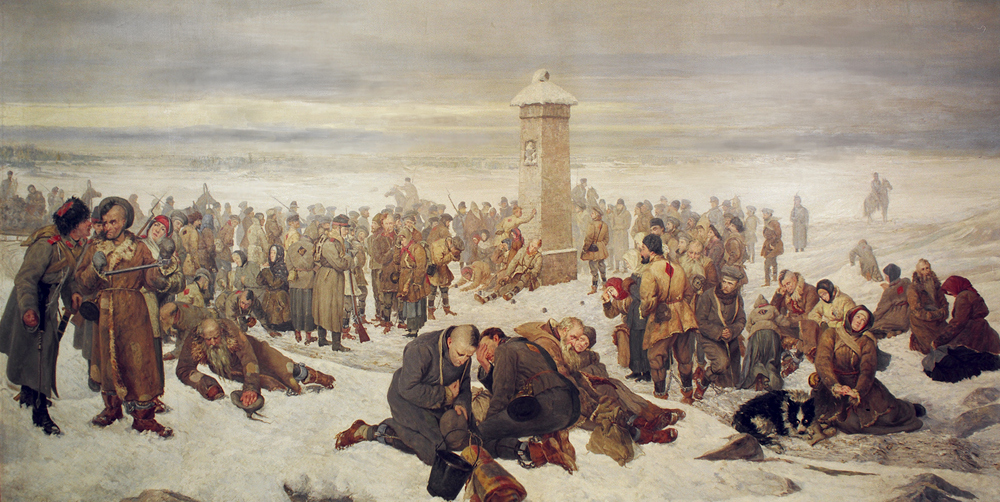
وداعا لأوروبا، بقلم ألكساندر سوشيتشي.

تُلفظ بالبولندية: ‎[sɨˈbirak]‏ ، صيغة الجمع: sybiracy ) هو شخص أعيد توطينه في سيبيريا ‏.  مثل نظيره الروسي سيبيريك، يمكن للكلمة أن تشير إلى أي ساكن في سيبيريا، لكنها تشير بشكل أكثر تحديدًا إلى البولنديين المسجونين أو المنفيين إلى سيبيريا    أو حتى لأولئك الذين تم إرسالهم إلى القطب الشمالي الروسي أو كازاخستان  في الأربعينيات.

## التاريخ

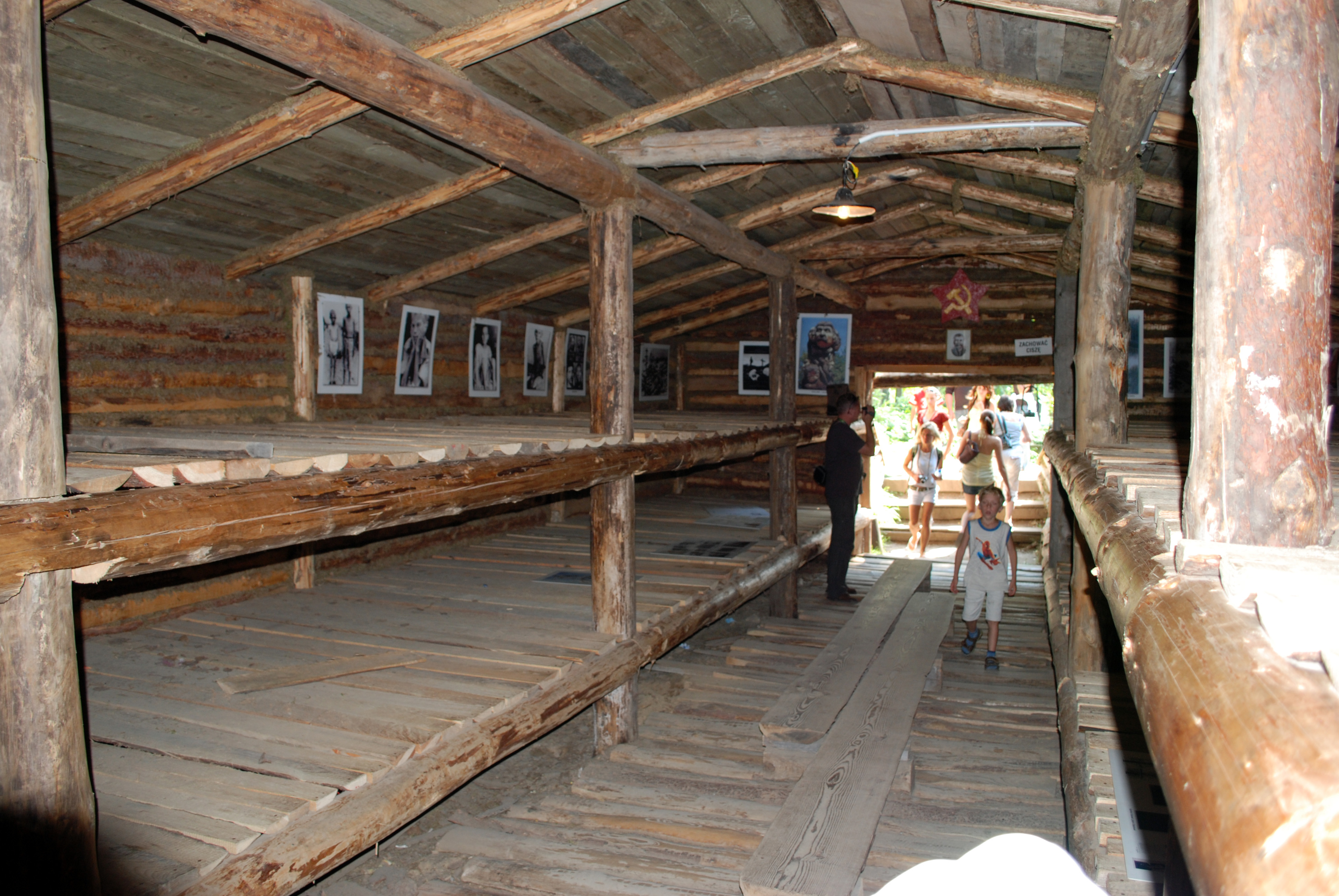
ثكنات سيبيريا عمرها 240 عامًا تم نقلها إلى بولندا.

قامت السلطات الروسية والسوفيتية بنفي العديد من البولنديين إلى سيبيريا، بدءاً من معارضي النفوذ المتزايد للإمبراطورية الروسية في القرن الثامن عشر في الكومنولث البولندي اللتواني (وأبرزهم أعضاء اتحاد المحامين من 1768-1772).  موريس، تم ترحيل الكونت دي بينيوفسكي وهجر إلى مدغشقر.

### الحقبة السوفيتية
في بداية الحرب العالمية الثانية، قام السوفيت بترحيل مئات الآلاف من المواطنين البولنديين، معظمهم في أربع موجات جماهيرية. تجاوز الرقم 1.5 مليون.        تستخدم الأرقام الأكثر تحفظًا   مستندات المفوضية الشعبية للشؤون الداخلية التي تم العثور عليها مؤخرًا والتي تظهر 309000    إلى 381,220. 
لم يعترف السوفييت بالأقليات العرقية كمواطنين بولنديين،   وتستند بعض الأرقام إلى أولئك الذين حصلوا على العفو بدلاً من ترحيلهم  ولم يكن الجميع مؤهلين للعفو  تعتبر الأرقام الجديدة منخفضة للغاية.   